# アタックNo.1
『アタックNo.1』（アタックナンバーワン）は、浦野千賀子による日本の漫画作品。

## 概要
一大バレーボールブームを起こしたスポーツ根性（スポ根）漫画としても有名であり、連載当時は『サインはV!』と並ぶ2大バレーボール漫画として知られていた。
1968年1月から1970年12月まで『週刊マーガレット』（集英社）にて連載された。マーガレットコミックスから全12巻が刊行され、少女漫画の単行本として初めて10巻を超えた作品となった。
続編として、1975年に連載された『新アタックNo.1』がある。また、2004年11月からは小沢花音作画によってリメイク版の『新・アタックNo.1』が『マーガレット』に連載されている。
1969年から1971年まで、フジテレビ系列でテレビアニメが放送された。また、アニメを編集した映画版が1970年から1971年の東宝チャンピオンまつりで上映されている。2005年4月にはテレビ朝日系にて上戸彩の主演でテレビドラマ化された。

## あらすじ
富士見学園中等部に転校してきた主人公・鮎原こずえが、不良グループを率いてバレーボール部に挑戦し力が認められてキャプテンとして迎えられる。こずえと仲間達は様々な試練を乗り越え世界を目指す。

## 書誌情報
- 原作：浦野千賀子、漫画：小沢花音　『新アタックNo.1』（リメイク版） 集英社 〈マーガレットコミックス〉、全3巻
  1. 2005年3月25日発売[2]、『マーガレット』2004年23号 - 2005年6号、ISBN 4-08-847834-7
  2. 2005年6月24日発売[3]、『マーガレット』2005年8号 - 14号、ISBN 4-08-847863-0
  3. 2005年11月25日発売[4]、『マーガレット』2005年15号、17号 - 22号、ISBN 4-08-846004-9
    - 新アタックNo.1 番外編「裏」エースができるまで編（描きおろし）

## 登場人物
人物起用の特徴として、原作で目立たなかったキャラをアニメでは前面に出して活躍させたり、また平成のコミックでは実写ドラマで欠番になったライバル達を積極的に登場させるなど、出来るだけ多くのキャラクターに注目が集まるようにとの試みが見られる。

### 富士見高校
昔はキャプテン大沼とその取り巻きによって荒れており、こずえたちが入部した頃も大沼達は追い出そうとして卑劣な嫌がらせを繰り返していた。そしてこずえと大沼の一騎討ちの際はこずえが試合前に水を飲む癖があることを知る者がこずえのコップに睡眠薬を混入させた(アニメでは取り巻き達がこずえのタオルに刺激物(石灰)をつけてこずえの目を潰したりした)。
しかし美沢学院に完敗したことをきっかけに取り巻きたちは辞めていき、大沼はこずえの説得により本気でバレーに取り組むようになる。
鮎原こずえ
声 - 小鳩くるみ 、遠藤綾（2018年、2024年CM）/ 演 - 上戸彩（ドラマ）、和田彩花（舞台）
本作の主人公。中学生時代は深緑の瞳で、高校2年生の頃に瞳は緑色になる。
髪型は基本的にポニーテールだが、ショートやおさげもある。1976年に発表された続編では（浦野の作画ではあったものの）これまでとは異なり丸味のない髪型をしていた。
性格は少々おっとりしているが、誰にでも優しく人望がある。だが気が強く負けず嫌いなため、ケンカっ早いところもあり、ときに殴り合いの喧嘩をしてしまう。強敵と対峙する際は自信喪失となり、涙を流すこともしばしば。
中学2年時に結核の転地療養で東京の名門校・明法学園から静岡の富士見学園へと転校。当初は叔父・叔母の元に預けられていたが、後に父親の転勤により両親と共に富士見が浜で暮らすことになる。
バレーは明法の頃から得意で、アタッカーだった。ひょんなことから桂木率いるバレー部と、落ちこぼれグループを率いて対戦するはめに。富士見学園転校当初は病気のためスポーツは禁止されていたため、叔父・叔母に隠れてバレーの練習をしていたが、その練習で結核は全快し、バレー部との対戦には勝利。こずえの後に転校して来た早川みどりと当初バレーに対する考えが異なることで対立し練習中も言い争いや小競り合いが頻繁に起きていたが、練習試合で連続連携プレーを駆使して勝利し試合後に和解。以後みどりと一心同体のように苦楽を共に過ごすことになる。後にこずえは富士見学園バレー部の主将に就任し、自分の青春をバレーに燃やす。
学力はかなり優秀で、名門進学校の明法学園で首席だったこずえは、授業中居眠りをしていても富士見学園転校後の最初の定期試験で楽々首席となる。高校時代、真木村が転校してきたときの中間試験では学年7位であった。
努の死やそれに伴うスランプなど、数々の障害と強敵に立ち向かい、中学時代は1度、高校時代は2度に渡り全国優勝を果たした。
富士見学園・中学オールジャパンのキャプテンを務める。富士見学園中学時代にはみどりと共に「美少女アタックコンビ」と呼ばれ中学オールジャパンをはじめ数々の大会にみどりと共に選抜される。
高校2年生のときに実業団オールジャパンに選ばれ、世界大会に出場し、MVP賞を受賞。
富士見高校でも大沼の後を継いで2年生ながらキャプテンになりチームをインターハイ優勝へと導いた。
卒業後はヤシマカメラに入社する。
こずえの名はドイツ・ハンガリーで放送された際にはMila（ミラ）、イタリアではMimì（ミミ）とされている。
早川みどり
声 - 坂井すみ江、増山江威子（映画第4作）、沢口千恵（SANYOパチンコ・パチスロ版） 、御沓優子（2018年、2024年CM）/ 演 - 酒井彩名（ドラマ）、上國料萌衣（舞台）
こずえの友人。大資産家のお嬢様。瞳は茶色で髪型はロングヘアにカチューシャを常時付けている。
中学2年に富士見学園に転校。背番号は富士見学園中学では「2」で中学オールジャパンでは「4」、富士見高校では「3」。小学生の時に富士見学園に来ていた。
気が強く、ワガガマな性格でキャプテンになりたい一心でこずえともめるが、練習試合でチームプレイの大切さを知り、以後はこずえの大親友となる。
こずえと同じオールプレイヤーだが技術的なタイプで、必殺サーブ・木の葉おとしや回転レシーブを得意とする。
努の死によりこずえが落ち込んでいる時やスランプに陥り投げやりになっていると「甘ったれんじゃないわよ」と厳しく接することもあるが、こずえのことを誰よりも理解し共に泣き共に笑い、こずえを常に支えるまさに「無二の友」といえる最重要な存在である。こずえと同様に「美少女アタックコンビ」と呼ばれ数々の大会にこずえと共に選抜される。
主人公を除き、全てのシリーズ（原作・アニメ・新アタックNo.1（昭和版・平成版）およびドラマ）に登場したのはみどりのみ。また原作での外見が後の全てのシリーズに受け継がれたのも彼女のみ。
アニメでは第4話から登場（実際は、第3話終盤における後ろ姿だった）。小学校時に富士見市に在住、柏木や中沢とは同級生で旧知の仲。父の仕事の都合で京都へ転校したが、中学2年の時富士見市に戻り富士見学園に転校する。
卒業後は木立に入社する。
本郷俊介
声 - 仲村秀生、藤原啓治（SANYOパチンコ・パチスロ版）、喜山茂雄（2024年CM） / 演 - 中村俊介（ドラマ）
富士見学園コーチ兼富士見学園英語教師。緑のネクタイ、白のシャツ、青のスーツがトレードマーク。
なお、大学時代は野球部に所属していた。
バレーの素人ではあるものの、独自の指導法でこずえ、みどり達を育てる。高校では東都大学のコーチをしていたが、こずえ達の頼みで富士見高校のコーチとしてこずえ達のもとに戻ってくる。
こずえやみどり達をわざと突き放したり冷たく接したりすることもあり、誰も想像もつかない突拍子もない作戦や練習を提案するなど傍から見たら理解不能な言動がみられる。だが、「1度や2度の失敗を恐れずに何度もやれば必ず成功につながる」ことを常に考え、この指導法が新たな必殺技誕生や必殺技強化をはじめチームの団結力強化や選手1人1人の成長にもつながっている。それ故に富士見学園の学力が第一という考えを否定している。
大沼みゆき
声 - 栗葉子、恵比寿まさ子（映画第4作）/ 演 - 大友みなみ（ドラマ）、中西香菜（舞台）
富士見高校キャプテン。こずえ達の2学年先輩。
父はPTA会長で何かとその権力を使い反発するものを圧する。
過度な封建制度を強行し、特にこずえやみどりを苦しめる。美沢学院との練習試合に完敗しバレー部を辞めるが、こずえの説得で復帰し富士見学園ただ一人の最上級生となった。富士見高校の秘密兵器となるダブルアタックとマシンガンアタックにて名セッターとして活躍しインターハイにおいて打倒寺堂院に向けて新技考案などキャプテンとしての威厳を見せる一方、ときには近所の子供にバレーを優しく教えることもある。インターハイでは決勝で寺堂院に敗北したものの、こずえ･みどりと共にベスト12に選ばれる。こずえが全日本の一員になった後も最後までバレー部で活躍していた。
アニメでは大学進学のためにこずえにキャプテンの座を譲ってバレー部を去る。
中沢
声 - 沢田和子
中学・高校と通して古参の富士見のバレー部員であだ名は「ナカ」。背番号「6」。
性格は負けん気が強く、石松が入るまではチームのムードメーカーであった。
バレーの実力は中の上だが香取に代わりピンチサーバーに選ばれた。また、こずえの特訓に付き合って大怪我をした。
こずえのことは中学時代『キャプテン』と呼んでいたが、高校からは『親分』と呼ぶようになった。こずえと同期で富士見高校に進学した富士見学園中学バレー部員のうち、こずえとみどりを除きバレー部で活躍しているのは中沢だけとなった。
原作では高校編でバスケ部に入部して以降、登場していない。
真木村京子
声 - 増山江威子 / 演 - 佐々木莉佳子（舞台）
こずえ達と同学年。背番号は「11」(原作では「13」→「9」)。おさげ、三つ編みの女の子で瞳は青。性格はクール。
富士見高校転校当初はガリ勉で成績は余裕で首席。勉強以外のものを貶していたが、そんな態度とは裏腹にこずえが驚くほど運動神経は抜群、本当はスポーツを愛する女の子で幼少期はテニスに打ち込んでいた。勉強だけでなくバレーでもこずえに劣っていないことを証明するために、母が東京にいる長男の病気の看病で長期間留守にしている間にバレー部に入部し、こずえの猛特訓の洗礼を浴びる。そんなこずえを逆恨みするが、大沼にレギュラーとして期待されている裏返しであると諭され、こずえと和解。素晴らしい運動神経で大沼の穴埋めになるセッターをこなすと同時に、粘り強いレシーバーでもある。
武市
声 - 菅谷政子
背番号は「4」。こずえたちの1学年上。
後半では1年（新2年）が目立って全く目立たなくなった。
美沢学院との試合で負けて大沼が退部したとき、自分がキャプテンになれるものと期待していた。キャプテンに推されたのはこずえであったため、バレー部を辞めてしまうが、こずえに説得され復帰。その後は地味ながら富士見高校優勝に貢献する。
石川
声 - 松尾佳子
背番号は「5」。武市と同学年。脇役だが地味にレギュラーだった。
武市がキャプテンになれなかったときに武市と共にバレー部を退部するが、こずえに説得されバレー部に復帰する。春の選抜で東南学院との決勝では東南のペースを崩すために第2セットでこずえと交代される。
石松
声 - 東美江 / 演 - 森田彩華（ドラマ）、室田瑞希（舞台）
富士見高校のムードメーカーであり、背番号は「7」。負けん気が強い。
同じ時期に入部する猪俣とは気が合い試合外でも仲の良さをうかがわせている、
マイティシックス編では富士見バレー部に勝負を挑むマイティシックス相手に富士見高の名誉を賭けて単身勝負を挑むがボロボロにされる。
「石松」はあだ名であり、本名は原作、アニメ、ドラマ、舞台で異なる。原作と舞台では石原松枝、アニメでは石田松江、ドラマでは石松真理となっている。アニメでは練習試合で青葉学園のバレー部監督からあだ名の「石松」と呼ばれた。
猪俣
声 - 千々松幸子→桂玲子
あだ名は「デコ」。背番号は「8」。
石松と同じ時期にバレー部に入部。粘り強いファイトを持ち入部テストで本郷が折れて合格させるほどである。小回りが利く素早い動きが持ち味でもあり、石松とは気が合い試合では石松との連携プレイを見せる場面も多い。
清水晴子
声 - 森ひろ子 / 演 - 麻尋えりか（舞台）
こずえのクラスの担任で国語教師でありバレー部顧問。
バレー部の顧問ではあったが、みゆきが権力を使っていた時代は形だけの顧問であり何もしていなかった。そのため、バレー部は乱れに乱れていた。校長からこのままではバレー部を廃部すると言われ奮起し、美沢学院との練習試合を機にこずえ達に猛特訓をさせる。こずえが1年生の夏のインターハイ終了後、岩島先生と結婚し、岩島先生の後を追って四国へ行く。
アニメでは本郷先生を慕っていた。また、こずえ･みどり･中沢がバレー部を追い出されたという噂を聞いた富士見学園中学からこずえ達と同級生である三田村と3人との会話を聞き三田村が「とにかく女子バレー部はなってない」「あれじゃあ飾り人形に過ぎんよ」「何のための部長か分からんぜ?」と言ったことで自身のこれまでの行動に非を感じ、こずえ達がバレー部を追い出された本当の理由を取り巻きグループに突き付け、乱れていた女子バレー部再起に奮闘する。年頃の女の子の些細なことで揺れ動く心理がまったく理解できない本郷を陰ながらサポートする。
岩島五郎
清水先生の先輩でバレー部の監督。
清水先生によりバレー部が再起しての美沢学院との対抗戦の後、富士見高校バレー部の監督に就任する。鬼監督と言われ、厳しく指導するため、初めは生徒たちに誤解されるが、バレーを愛するがゆえの行動と知り信頼されるようになる。
こずえ1年夏のインターハイ全国大会出場を決めた後、家庭の事情で監督を辞し故郷の四国に帰る。この際、清水先生と結婚している。
なお、アニメには登場しない。
神田
声 - 麻生みつ子
原作では神田幸子。大沼の取り巻きグループの1人でアニメでは石灰事件以降退部した。
中原
声 - 浅井淑子 / 演 - 久保田磨希（ドラマ）
ドラマでは中原淳子、原作では中原裕子。大沼の取り巻きグループの1人。
アニメでは美沢学園との練習試合でこずえのタオルに石灰を仕込み失明の危機に追い込んだ。石灰事件の証拠を突きつけられ退部した。
須賀
声 - 北川智恵子 / 演 - 仲村瑠璃亜（ドラマ）
原作では須賀光代でドラマでは須賀いずみ。ポジションはリベロ。泣き虫だが優しい先輩。
大沼の取り巻きグループの1人。鬼となった本郷の厳しい特訓に耐えるも体育館から追い出される。しかしそのことがチームメイトのファイトにつながり本郷追放のため試合に臨んだ選手たちは一丸となる。
アニメでは石灰事件以降退部している。
松本悟志
演 - 深江卓次（ドラマ）
馬場千歳勢
演 - 高橋亜里沙（ドラマ）
友近瑞穂
演 - 清岡祐斐（ドラマ）
日下部かおる
原作のみに登場。ボブヘアーで170cmの長身。非常に気が弱い。
長身を生かしたブロックを得意とする反面レシーブは苦手である。
大沼みゆき率いるバレーボール部に対抗するため結成した新バレーボール同好会へこずえの勧誘により入部した。
小幡
演 - 笠原桃奈（舞台）
原作では苗字のみだったが後述する舞台版では小幡すずめというフルネームが付く。情報屋の小幡と呼ばれるほど耳が早い。
バレーは素人だが新バレーボール同好会結成の情報を聞き付け英雄になれるという理由から入部したものの、レシーバーだが特徴的なプレースタイルがないためか、試合出場の機会が少ない。

### 富士見学園
桂城由美
声 - 増山江威子
富士見学園（中学時代）の旧バレー部キャプテンでこずえ達の1学年先輩。
こずえ率いる『落ちこぼれ不良グループ』とバレー勝負をし完敗。こずえ達の実力を認めバレー部に入部させる。こずえにキャプテンの座（とキャプテンが着用するオレンジ色のジャージ）を譲りその後は背番号「3」で活躍。
卒業後は富士見高校に進学。バレー部に入部するも実力のある者を一切認めない上にキャプテン大沼に絶対服従するやり方について行けず、半年ほどで退部。以後バスケ部に入り新入生のこずえ達にバレー部の現状を教え、バスケ部に勧誘した。
こずえにキャプテンを譲った後やこずえ達が富士見高校バレー部に入部後もこずえの良き相談相手となってくれる。こずえ達がバレー部を追い出されてもバレーを諦めきれないその姿勢を見てこずえ達を見守ってくれる存在でもある。原作では大沼と同学年である。
柏木敬子
声 - 武藤礼子
不良グループの1人。あだ名は「カッコ」。こずえのことを「親分」と呼び慕っている。みどりの幼馴染。
富士見学園バレーボール部に入部したみどりの自分勝手な行動に当初は反感を持っていたが、後に中沢に代わり背番号「6」で活躍する。
アニメでは高校生編以降登場しない。
泉ゆり
声 - 麻生みつ子
浜紀中出身。富士見中と浜紀中が統合する際にこずえ達と同じバレー部に入部。浜紀中・四天王の1人でキャプテン。
木の葉おとしを得意とする。腕を痛めてしまい、二度とバレーをできない状態まで追い込まれ荒れるものの、母親とこずえの説得により、陸上部で一からやり直すことを決意する。バレー部が春季全国大会出場を決め東京に出発する際、こずえに出場校の主要選手の長所や短所、注意点を詳細にまとめたメモを渡すなど陸上部で活躍する傍らこずえ達を支える。
原作ではこずえ･みどり･努と共に富士見高校へ進学する。
香取良子
声 - 菅谷政子
浜紀中出身。富士見中と浜紀中が統合する際にこずえ達と同じバレー部に入部。浜紀中・四天王の1人。そばかすと出っ歯が特徴。
当初は浜紀中の方が戦績が良かったため、富士見バレー部を軽蔑し、四天王だけで練習しようとする。後にこずえ達と和解した後は名レシーバーとして背番号「3」で活躍。
高校進学後は大沼みゆきのやり方についていけないため桂木から勧められたバスケ部に入部する。しかし、後にバレー部の内情が変わった事で情熱的な練習を始めたバレー部に刺激を求めて再入部。背番号「5」となり、猪股とはいいコンビになる。
アニメでは富士見高校に進学したが、バレー部に入部する前に小沢・工藤と共に姿を消して以降は登場がない。
工藤圭子（原作では小沢幸江→山吹幸江）
声 - 北川智恵子
浜紀中出身。富士見中と浜紀中が統合する際にこずえ達と同じバレー部に入部。浜紀中・四天王の1人。あだ名は「おケイ」。メガネを掛けている。
心臓が弱いにもかかわらずハードトレーニングをし、倒れる(原作では医者に言われて知ったような言動をしている)。医者に戦力外通告されて落ち込むものの、バレー部の役に立ちたいと奮起しマネージャーになる。
工藤圭子
声 - 恵比寿まさ子
浜紀中出身。富士見中と浜紀中が統合する際にこずえ達と同じバレー部に入部する。浜紀中・四天王の1人。
香取と同じく高校では一度バレー部をやめバスケ部に入部するが、後に復帰する。
名前が小沢幸江になっているものもある。
池崎
声 - 山口奈々
あだ名は「イケ」。富士見学園バレー部員。色白でツインテールが特徴。
高校編以降、事情は謎だが登場していない。
福田
声 - 千々松幸子
あだ名は「おフク」。富士見学園バレー部員。ツインテールが特徴。
池崎同様に高校編以降、登場していない。
大木
声 - 高坂真琴
あだ名は「デブ」。あだ名のとおりぽっちゃりしている。富士見学園バレー部員。
岡
声 - 松尾佳子
富士見学園バレー部員。
原
声 - 恵比寿まさ子
富士見学園バレー部員。
長谷
声 - 浅井淑子
富士見学園バレー部員。
中島先生
声 - 鈴木弘子
富士見学園中等部体操部の顧問。
こずえが一時期バレー部を離れ体操部に入部したときに、回転レシーブに繋がる技の指導を行った。
梶岡先生
声 - 愛川欽也
元浜紀中バレー部のコーチ→陸上部のコーチ。
富士見学園と統合後、本郷にバレー部コーチの座を譲る。
野沢由紀子
声 - 栗葉子
新聞部員の女子生徒。
全国大会で優勝して有頂天になったバレー部に反発し、学園新聞に批判記事を書くなどして対立するが、後に和解する。

### オールジャパン
寺堂院から八木沢香を迎えパワーアップしたミニオン紡績はこの年の実業団選手権で優勝を果たした。そのためか最も多くの選手が全日本入りしている。中学・高校時代のチームとは異なりこずえがキャプテンになることはなかったが、決勝でのソ連戦の後では最優秀選手に選ばれる。
なおその後出版された昭和の続編では同じく企業チームが舞台になるものの、このメンバーは登場しない。
松山由利子
声 - 高橋和枝
ミニオン紡績所属キャプテンで全日本のキャプテンも務める。日本一の名アタッカー。
同じメンバーのこずえに対する木山の執念深く故意の嫌がらせを察知し、試合外でもこずえをサポートする。
山上典子
声 - 恵比寿まさ子
ミニオン紡績所属、ゼッケン2番。トスの名手。
小野沢正子
ミニオン紡績所属、ゼッケン7番。
浜田愛
ミニオン紡績所属、ゼッケン8番。
古本優子
光洋紡績所属キャプテン、ゼッケン3番。変化球サーブの名手。
岩谷京子
光洋紡績所属、ゼッケン4番。
「拾い屋」の異名を持つ名レシーバーで、その異名通り、こずえの風船アタックを簡単にレシーブした。
関千代子
光洋紡績所属、ゼッケン9番
長田恵子
光洋紡績所属、ゼッケン11番
木山しげみ
声 - 駒村クリ子
カワモト電機所属キャプテン、ゼッケン5番。
気が強く、打倒ソ連に自分の得意技である一人時間差攻撃は欠かせない自負を持つ。
自分のパートナー（後藤）がこずえのためにオールジャパン選抜メンバーに入れなかったことで、羽田から出発する際に出発ロビーでこずえを見つけた時から敵意を持っていた。その為、最初のペア練習の際木山自身がわざと失敗したりこずえがスパイクしにくいトスをわざと上げるなど、いかなる手段を使ってでもどこまでも執念深くこずえをメンバーから追い出そうとする。こずえを完全崩壊させるべく他のメンバーに聞こえるように嫌味を言い聞かせたりこずえの失敗を喜んだり、実力が完全発揮できない原因は全てこずえにあるとメンバーの中で群を抜いてこずえに対し嫌悪感をむき出しにする。しかし原作にこのエピソードはなく初対面での紹介時に島本富子と並んでワンカット描かれたのみ。
世界選手権開催国ブルガリアの宿舎の女店主に気の強さを気に入られる。木山が悪意をもってジャンプしているこずえの顔面目掛けてトスしなければ、魔球「竜巻落とし」が生まれることはなかった。ソフィア市内を散策中道に迷ってしまいついて来るこずえに対し溜りに溜まっていた蟠りを爆発させた時ソフィア東地区のジュニアバレーを指導する老人と遭遇し子供たちにスパイクを見せてほしいと頼まれる。こずえにトスを上げもらい一人時間差攻撃を披露し満足げな表情を浮かべると「君たちには低い理想を持ってほしくない、理想は常に高く掲げてがむしゃらに進む」という子供たちに語った老人の言葉により、こずえが一人時間差攻撃には絶対不可欠なトサーと認め正式に全日本メンバーとして認める。決勝ラウンド第1戦の対イタリア戦ではスパイクを打とうとして松山と衝突してしまい床に叩きつけられるがメンバーの気遣いによりチームワークの大切さに気づく。
島本富子
声 - 清水マリ→浅井淑子
カワモト電機所属、ゼッケン10番。
木山と手を組みこずえを追い出そうとするが、木山のようなこずえに対する嫌悪感はない。
猪野熊大吾
声 - 中曽根雅夫→村瀬正彦 / 演 - 船越英一郎（ドラマ）
本名・大川一郎。中学オールジャパン、全日本の監督。
ヒゲ・サングラスという怖そうな格好をしている。両親を早く亡くした過去を持つ。
選手達をスパルタで鍛え上げるが、終盤は選手を怒らせて上達させる。個人の実力よりチームワークの大切さを重要視する。決勝戦前では「何かうまいこと言おうとしたが、忘れた!」と言って選手の緊張を解くなど優しさをうかがわせる。
アメリカへ出発する際はヒゲを剃り、サングラスもとり、まんざらでもない姿を見せるがアニメ版では初登場時から容姿はそのままである。アニメ版では本郷と大学時代からの友人で無名だった北朝鮮の大学チームを世界選手権準優勝に導いた実績を持つが、大学時代は‘バレーの鬼’と本郷が呼ぶほど人間が変わりバレーに打ち込むがそれ故に頻繁に流血するような練習や特訓を行いケガ人が続出してバレー部を潰してしまう。卒業を待たずに大学を去り大学時代の特訓により右腕が全く使えなくなってしまう。
世界ジュニア選手権大会後は日本へ帰国直前に他国から指導依頼が入り中学オールジャパンのメンバーたちと惜別の念で別れ1人飛行機で旅立って行った。こずえにバレー選手としての好意を抱いている。三条の実の兄（実写版では父）でもあるがわけあって生き別れとなり、世界ジュニア選手権大会後彼女の成長を喜ぶと同時に別れを告げ翌日旅立って行った。帰国後全日本チームでは再会したこずえを徹底的に鍛えなおすが、こずえがスランプに陥り雑用ばかりやっている姿を見て叱咤する。「竜巻落とし」完成時には「世界の鮎原になれ!!」とこずえを勇気づけるなど選手1人1人を大切にする場面も多くみられる。
原作では世界ジュニア選手権大会後物語には登場しないが、インターハイの会場で再会した三条から兄妹ともに養子になり養父が経営する会社の実業団バレーの監督として活躍していることを伝えられる。

### 実業団ヤシマ
富士見高校卒業後、こずえが入社する企業。続編での舞台になったがこれまでの「魔球オンパレード」に見られる派手さは無くなり「左右両手のアタッカー」としてのこずえが描かれた。
劇画調の画風やストーリーなど、やや大人向きの作品となっている。「世界選手権 モントリオール五輪目指してこれからもはばたく」といったラストシーンで終わる。
木下キャプテン
28歳になるも結婚も眼中になく現役でバレーに打ち込む鬼キャプテン。
三森
バレーの力はイマイチだがこずえの身近な先輩となる。
真柴
こずえとは何かとぶつかる。
風間
新聞記者、叱咤激励しながらこずえを見守り続ける。

### 寺堂院高校
大阪に所在する高校で八木沢三姉妹による三位一体を武器としインターハイ3年連続優勝の実績を持ち次のインターハイで4連覇をかけ富士見と決勝戦を行い勝利する。その次のインターハイからは三姉妹の長女・香が引退してしまうが三位一体の実力は全く落ちておらず、新たな必殺技「四位一体」を編み出す。そして準決勝で富士見と対戦するが、三女・桂の体力不足をこずえ達にマークされ桂は負傷してしまいバレーができない体になってしまいインターハイ5連覇を逃す。そのため三位一体の実力は落ちてしまいその次のインターハイでは準決勝で青葉にストレート負けをしてしまう。
特記事項として、三姉妹は原作を含む都合4つのシリーズに登場した他にパチンコキャラクターとしても起用される人気ぶりである。
八木沢香
声 - 山本圭子 / 演 - 宮地真緒（ドラマ）、竹内朱莉（舞台）
寺堂院高校キャプテン、八木沢三姉妹の長女。背番号は「1」。
瞳の色は青。なお、原作では髪型が異なり、身長170cm、体重62kgという設定も存在する。
長女だからか、大舞台でも緊張しない肝の強さを持つ。
2人の妹と共に三位一体や稲妻攻撃が得意。
4年連続インターハイ優勝を飾り2人の妹と共にベスト12に選ばれるが、優勝を飾ったその日の夜に監督であった母親が死亡してしまい、韓国との親善試合には出られなかった。卒業後は死んだ母の代わりに寺堂院高校バレー部コーチを務める。その後、ミニオン紡績に入社し、こずえと同じオールジャパンに選ばれ魔球「竜巻落とし」のトサーとして活躍する。
原作およびアニメでは香が現役時の寺堂院チームに富士見が勝つことはなかったが、平成の作品ではドラマ・コミック共に香に勝利している。インターハイ5連覇をかけた準決勝で敗北後、桂を再起不能にさせ病院に見舞いに来たものの帰ってしまったこずえを見つけ、練習場に戻っていたこずえを訪ね東南学院の練習場へ密かに案内する。そこは過去の対戦校の全データが記録されたコンピューターが何台も並んでおり、富士見高校の全データを素に再現したコンピューターを相手に練習する東南学院の姿をこずえに見せる。富士見高校の全データが入った天井からぶら下がる機械が個々の動きを東南側と富士見側両コートの床にマークで指示し富士見高校の試合を正確に再現し、どのようにすれば勝てるかを指示している。その姿を見て「コンピューターに支配されている機械で機械の一つの部品、一体何のためにバレーをしているのか、試合に勝つ機械になるため」と東南学院のバレーに臨む姿勢を猛批判し、バレーは人間同士の戦いであることを東南学院に思い知らせてほしいと富士見高校優勝を願う。
こずえが全日本に合流した当初はこずえに対し冷たい態度で接するものの「竜巻落とし」完成に尽力するなどこずえを支える一面もみられる。
八木沢静
声 - 松島みのり→増山江威子→松島みのり→桂玲子、小池亜希子（パチスロ） / 演 - 山口由香里（ドラマ）、川村文乃（舞台）
寺堂院高校のメンバー（姉の引退後のキャプテン）。八木沢三姉妹の次女。背番号は「2」（姉引退後「1」）。瞳の色は青。
3年生のときのインターハイ準決勝でこずえに妹・桂をバレーの出来ない体にされてしまい、こずえを恨む。後に桂の本当の気持ちを知り、決勝戦で戦意喪失のこずえに桂の気持ちを伝え励ます。
ストーリーの展開が変わるごとに担当声優が変わっており全キャラクター中1番担当声優の数が多い。
原作では名前は美紀であり、身長168cm、体重60kgという設定も存在する。
八木沢桂
声 - 三浦利子→野村道子→三浦利子、小池亜希子（パチスロ） / 演 - 渡部彩（ドラマ）、船木結（舞台）
寺堂院高校のメンバー。八木沢三姉妹の末っ子。背番号は「3」（姉引退後「2」）。瞳の色は青。
八木沢香が在籍中の三位一体では主に桂がスパイクを打っている。姉の引退後の選抜準決勝の富士見との試合で必殺技を連続したことで体力を大きく消耗したところをこずえ達にマークされ手足と内臓を負傷。それをきっかけにバレーの出来ない体になってしまうが本人は全くこずえを恨んでおらず、戦意喪失のこずえを立ち直らせたり、新技「風船アタック」のための「風船バレー」を一緒にしたりした。
原作では名前は末子であり、顔と髪型が全く異なり姉2人と全然似ていない。また165cm、体重60kgという設定も存在する。
石本
声 - 三浦利子
八木沢香引退後の新メンバー。背番号は「3」。香の代わりに静、桂の八木沢姉妹と共に三位一体を繰り出す。桂負傷後は静、川地と共に三位一体を繰り出すが、その実力は以前のものと比べると力が落ちている。
川地絹子
声 - 野沢雅子
八木沢香引退後の新メンバー。背番号は「4」。実力は高いが、試合中にガムを噛むなど態度は悪い。三位一体の前方で空中回転し誰が打つか分からなくする四位一体では一番重要となる回転役を担当している。またその回転を生かしてダブルアタックの改良版も使う。八木沢香が在籍中の際の背番号「4」は「7」に変わっている。
八木沢美樹
声 - 槇伸子 / 演 - 大林素子（ドラマ）
3人の娘たちが幼少の頃からバレーを叩き込む。八木沢三姉妹擁する寺堂院高校インターハイ優勝直後、病で亡くなる。
東田監督
声 - 井上弦太郎
八木沢母を、その監督時代から支え続けた。富士見高校から桂が集中攻撃を受けた際にはメンバー交代も考えるが香に説得され断念する。ドラマでは亡くなった八木沢前監督に対し選手たちに黙想させる一幕がある。

### 青葉学園
山本のスパイクを武器とするワンマンチームだったため、インターハイでは富士見に敗北した。その次のインターハイではチーム全員が「ベスト・プレイヤー賞」を狙っていたためチームワークが乱れ予選で敗退する。しかしその事がきっかけでチームワークは良くなり、その次のインターハイでは決勝戦まで進むが、決勝で富士見に敗北する。
山本操
声 - 山本圭子→北川智恵子
千葉代表、青葉学園のキャプテン。180センチの長身。長身を生かした高い位置からのスパイクを得意とし、インターハイ1回戦でこずえ達と対戦した時はコーナー際どい箇所にスパイクを次々と決めこずえ達を追い込むが敗れる。ベスト12に選ばれた際は次のインターハイのことだけを考え白河、東南の飛垣と秋月と4人組となり全く練習をせず、韓国との親善試合では韓国チームにマークされるが、こずえが手首を痛めてまで試合に出たことに心を打たれ、こずえがドクターストップした後に得意のスパイクで日本チームを勝利に導いた。翌年のインターハイでは予選落ちし白河とケンカするが後に和解。その次のインターハイでは相手のチームをケガ人で続出させるほどの破壊力を持った大ボールスパイクを武器に決勝まで進み、全日本女子代表最後の1人の枠をかけて富士見と対決するが結果的に敗れ全日本女子代表はこずえに決まった。レシーブが苦手。
原作では東都学園バレー部で本郷先生によって力を見出されるが自分に自信がつきバレーの鬼と化しスポーツ校の青葉学園に転校するという設定で顔も髪型も全く異なる。平成コミックでは和田アキ子を思わせる短髪の顔で登場した。原作では名前は「和代」である。
白河照子
声 - 麻生みつ子→畠山洋子
岐阜第一中学より全日本に選ばれるが猪野熊の特訓に耐えられず脱落する。その後、青葉学園に進学する。山本同様韓国との親善試合では手の内を見せないように全く練習をしていなかったが、試合でこずえの頑張る姿を見て心を打たれ試合でも活躍した。インターハイでの富士見との決勝戦では2セット目に急に猪野熊が現れ意識しすぎて実力を発揮できなくなり富士見にマークされる。それが青葉の敗因に繋がる。
上記は全てアニメでのエピソードであり、原作では中学編は顔見せ程度にとどまり高校編には登場していない。

### 東南学院
すべてをコンピューターで計算して、そこから導き出された結果を信用し攻撃や防御を行い‘コンピューター学院’の異名を持つ。インターハイでは準決勝でデータを駆使し、寺堂院と対等に張り合っていたが三位一体には敵わず敗退。翌年のインターハイでは暗闇の中こずえに突然ボールを打ち込みこずえの瞬発力を図り名前を名乗らず消えていく。これをこずえは白川学園の仕業と勘違いし暴行事件を起こしてインターハイ1回戦出場停止になる。また新聞記者を装ったスパイに富士見(特にこずえ)の練習と試合を盗撮させたり、こずえを襲いこずえのデータを取ったりなど悪質な方法を使い決勝まで進み第1セットでパーフェクトを取る。第1セット終了後富士見の分析結果によって試合を行いセットポイントが近づくごとに疲労が見えたことを見抜いた本郷が東南を引っ掻き回すためにわざとこずえを引き下げ、10対3となったところでこずえが戻り飛垣のスパイクをこずえがスパイクで打ち返したところ飛垣に直撃したことを機にチームプレイが乱れ出し第2セットを落とす。コンピューターが完全に狂った第3セットはほとんどなす術もないまま2点しか取れず、計算外の試合展開となるとコンピューターの出した計算が全く役立たずという弱点が明確となり、最後はこずえの消えるアタックに粉砕される。原作では公式戦同様の3セット先取をストレート勝ちというコンピューターの計算は富士見の猛反撃により第3･第4セットを落とし追いつかれたことで結果的に誤算となり、両校共に体力の限界を超え意識が朦朧としながら5時間の大激戦の末、富士見に敗北する。次のインターハイでは1回戦で青葉と対戦するも、山本の大ボールスパイクにより飛垣が倒れてしまい戦力がダウンし、15-2のスコアで敗れる。
飛垣陵子
声 - 麻生みつ子→野沢雅子
東南学院のキャプテン。ベスト12に選ばれるが山本、白河、秋月と共に全く練習せず他のベスト12メンバーのデータを取っていた。青葉の2人が親善試合中改心するが、彼女だけは全く改心せず山本に「適当にやってきなさいよ、春の選抜まで時間がないんだから」とアドバイスをする。しかし最後には試合に感動し涙を流していた。春のインターハイ決勝で富士見と戦った際に第2セットでみどりの木の葉落としをチームメイトがレシーブできなかったことで苛立ち始めチームプレイは乱れているにも拘らずコンピューターの出した計算に間違いはないという考えを一貫する。自滅やミスが続出したことで第2セットを落とし第3セットはコンピューターの計算がなし崩しとなり富士見の猛攻撃に反撃することなくこずえの消えるアタックに粉砕され逆転負けする。最後のインターハイでは表面上仲が良かった山本の大ボールスパイクを受け、倒れてしまう。そしてチームが大きな点差で敗北しベンチで涙を流す。
原作ではオリンピックを目指していたが、右目失明により夢が破れた姉がおり、姉の代わりにコンピューターバレーを使いオリンピックを目指しているとの設定である。
秋月
声 - 菅谷政子→白川澄子
東南学院のメンバー。アニメオリジナルキャラクター。飛垣との時間差攻撃が得意。飛垣と共にベスト12に選ばれるが、手の内を隠すため全く練習せず垣之内に怒られていた。また本番の試合では唯一、一度も出場していない。試合後は感動し自分たちのやり方は間違っていたと気付き涙を流した。

### その他のライバル達
三条美智留
声 - 武藤礼子→北浜晴子 / 演 - 遠野凪子（ドラマ）
旧姓・大川。横浜二中出身。中学オールジャパンの1人で背番号「3」。。女王様な性格。父親を見返してやりたい一心からキャプテンの座とオールラウンド賞を狙うため、こずえやみどりとのいがみ合いがあり彼女自身はバレーを嫌悪している一方でバレーを真っ向から愛するこずえとは激しく対立していた。しかしそれだけあって真夜中に1人でトレーニングするなど実は大変な努力家。こずえや良子と同様にアタッカーとして活躍し3人の中で最も強力なスパイクを持つ。幼少期に孤児院に預けられ、その後裕福な家の養女になるという複雑な生い立ち。猪野熊大吾の妹だということを本人は世界ジュニア選手権大会後に知る。その後こずえ達とは和解。中学卒業後は名門神奈川女子高に進学し1年生でキャプテンになる。インターハイ後ベスト12に選ばれ韓国との親善試合に参加した。
吉村さとみ
声 - 増山江威子 / 演 - 加藤夏希（ドラマ）
明法学園のキャプテン。中学オールジャパンの1人で背番号「5」。正確なコントロールを持つロングトスを得意としこずえ・みどり・良子と共に行動することが多い。原作には描かれていないが富士見学園が初出場した春季全国大会では福岡中との準決勝第2試合で良子が繰り出す強力なスパイクにより、試合後に意識を失いさとみをはじめ明法学園のメンバーが次々と精神錯乱に陥ってしまい3位決定戦を棄権してしまう。こずえが富士見学園に転校するまではチームメイトとして共にバレーに励みこずえをよく知る旧知の友である。世界ジュニア選手権大会では主要選手としてこずえとの時間差攻撃など明法コンビの攻守を炸裂する。
アニメ・原作共に富士見と試合するシーンはなく中学編までで姿を消したがテレビドラマ化に至って初めて高校の舞台に登場し、こずえとの対戦や八木沢との交流などそれまで描かれていなかったエピソードもある。
垣之内良子
声 - 恵比寿まさ子 / 演 - 秋山エリサ（ドラマ）
福岡中のキャプテン。中学オールジャパンの1人で原作･アニメ共に背番号「2」。強力なスパイクが武器で回転レシーブを得意とし、こずえ達と春季･秋季の全国大会決勝戦で戦った。当初は防御型戦法を得意としていたが春季全国大会でこずえ達に敗れたことで攻撃型戦法に転向し秋季全国大会で雪辱を果たす。少々気が荒いもののこずえとみどりが中学オールジャパンに選ばれ宮崎での再会時には、こずえ･みどり･さとみとの友情をうかがわせ4人で共に健闘を誓い合い主要選手として攻守のバランスを活かした活躍を見せる。また当初いがみ合っていた三条とも和解し友情を結ぶ。高校では三条と同様に1年生でキャプテンになるも、寺堂院に完敗。とはいえチームで唯一人、2本のスパイクで寺堂院から得点し一矢報いた。その後ベスト12に選ばれ韓国との親善試合に参加した。回転レシーブを得意とする運動神経を持つ一方で世界ジュニア選手権大会1回戦の前日にアメリカ･ジュニアチームキャプテンのキャシーに招待されたパーティーではダンスは苦手という場面が描かれている。
三原由美子
声 - 野村道子
美沢学院キャプテン。瞳の色は青。自宅（豪邸）の庭に時速80キロのスピードでボールを出すマシンを設置しレシーブを鍛えた。後にこのマシーンから繰り出されるボールをダイレクトスパイクすることでスパイク力を強化する。
高校時代のこずえの地区大会でのライバル。初期では強豪なライバルとして描かれていたが、後期では富士見に破れる。
富士見に敗北後「チームは負けたものの自分自身が負けたのではない」と敗北を認めず富士見ヶ浜での1人制バレーの挑戦状をこずえに送りこずえを叩きのめそうとする。こずえが現れるまで代わりに相手となったみゆきが敗れ富士見に完全勝利したと思い込みその後現れたこずえに「卑しい根性の持ち主」「試合に勝てなかったからと1人制バレーで復讐してやろうなんて」と言われるほど復讐心によってこずえに対する闘志を募らせる。「試合なんてどうでもいい」「チームメイトが足を引っ張るから実力が出し切れない」と言い切るほどこずえ個人に対する勝利を求める執念が強い。
伊佐原加奈
声 - 恵比寿まさ子
アメリカ軍統治下の沖縄代表、魔文仁(まぶに)高校のキャプテン。アメリカ軍により恥辱を受け自殺未遂を図った姉がいる。キャシーとの対戦経験もあり空手の三角蹴りを応用した三角アタックを得意とする。空手チョップや手の甲で打つなどボールを打つ場所によってどこに飛ぶか予測ができないため、こずえ達は苦しめられるが、三角アタックは体力の消耗が激しく、長時間の試合には向かない戦術だったため敗れる。
シェレーニナ
声 - 鈴木弘子→増山江威子
原作では「シュレーニナ」。ソ連ジュニアのキャプテンでこずえの最強のライバル。ソ連ジュニアのメンバーたちと来日し富士見学園と福岡中との春季全国大会の決勝戦を会場で観戦し、こずえと直接会うことはなかったが試合終了後互いに目が合いこの時が初めての出会いとなる。こずえ達がバレー部専用の新体育館建設をかけた親善試合でこずえ達が惨敗するとこずえが何かに迷っていることで本当の力を出していないことを見抜き失望するが、本当の力を見せてほしいとこずえを励ます。東京での帰国前最後の試合にこずえを招きソ連の強さを見せると同時に再び会うことを誓い最強のライバルとなるきっかけとなる。中学時代はオールジャパンに敗れるも、数年後サーカス団仕込のジャンプスパイクで全日本を苦戦させて優勝を遂げた。アニメ版ではオールジャパンを激しいラリーの末破り、優勝を飾っている。後の世界戦ではあえて遅れるようなかたちでこずえの前に姿を現し対日本用の秘密兵器として登場する。半回転スパイクを駆使してこずえ達、実業団オールジャパンを苦しめた。金髪のロングヘアが特徴で、リメイク版コミックでは美沢学院に留学中のロシア人選手という大幅な設定変更がなされ、三原と共に富士見高校と対戦した。
ボルチンスカヤ
ソ連ジュニアの一人。背番号「8」で世界ジュニア選手権大会では「2」。アニメのみのオリジナルキャラクターであり幼少期の事故の後遺症で足が不自由で全く喋らないが(世界ジュニア選手権大会決勝で交代時にシェレーニナと目が合った際に口は動かないが「シェレーニナ」と喋るのみ)、その存在感はずしりと重い。茶髪、ツインテールが特徴でシェレーニナの特訓により彼女の右腕的存在として試合を展開する。シェレーニナの十字トスからの殺人スパイクと呼ばれる空手チョップのような打ち方をする破壊力が強烈なスパイクを繰り出し、世界ジュニア選手権大会ではシェレーニナと共に強力な選手としてこずえ達にプレッシャーをかける。決勝では殺人スパイクがこずえによって編み出された2段レシーブに1発目であっけなく敗れてしまい3度目のスパイクで吉村を負傷退場させるが、猪野熊が考えた後ろ向きでスパイクをレシーブする方法により殺人スパイクがほとんど通用しなくなる。世界ジュニア選手権大会閉幕後シェレーニナと共に登場した対戦国のライバル達と再戦を誓った後物語には登場しなくなるが、99話でシェレーニナがサーカス団付属の訓練学校で猛特訓を積み重ねてきたのみならず、一回り強化された殺人スパイクのレシーブを練習をしてきたという回想シーンで一瞬のみだが登場する。
マヌンバ
声 - 北浜晴子
ケニア・ジュニアのキャプテン。黒人でパーマがかった髪型が特徴。ボルチンスカヤの殺人スパイクをレシーブするが不安定な体制でレシーブをしたことで足を負傷、しかしその後も試合に出続け、観客の感動を誘う。世界大会では決勝リーグ第1戦の対ハンガリー戦で倒れてしまいケニアの控室にこずえが全日本の宮原医師を呼び治療で意識を取り戻すが試合には出ないとこずえに告げる。ケニアチームは個人の技術はあっても団結力に欠けていることを熟知している彼女は、自身が倒れたことで団結力が強まったものの戻ったら団結力が更に乱れてしまうことを恐れ試合には戻らない決断をした。
崔（サイ）
声 - 菅谷政子→麻生みつ子
韓国ジュニアのキャプテン。トスを上げると見せかけてサイドスローのような打ち方をする弾丸スパイクが得意で、ライン際どい場所にスパイクを打ち込み第1セットを取りこずえ達を動揺させる。こずえが高校1年時に親善試合が行われ、その時にはミサイルスパイクを披露する。世界ジュニア選手権大会では2回戦でオールジャパンに敗北したものの、チェコ対ソ連との試合の客席で「ボルチンスカヤの殺人スパイクは韓国の崔の弾丸スパイクに変化を付けたようなものだ。」「彼女のようなスパイクの持ち主がうちのチームにいてくれれば練習には好都合なのだが。」というこずえと猪野熊との話を聞く。ソ連対日本との決勝が決まったこずえ達を訪ねてボルチンスカヤが繰り出す殺人スパイク攻略に協力したいと申し出る。また別れ際に同じアジアの兄弟国として叶わなかった優勝の願いをこずえ達に託し帰国の途に就いた。
順玉（ジュンギョク）
声 - 花形恵子
サイの妹で、レシーブが得意。日韓親善試合ではみどりの木の葉落としに対するレシーブを攻略する。色白で、エラが張って男っぽい顔立ちの姉とは全く似ていない。
チェシカ
チェコ・ジュニアのキャプテン。スタイルが良く、けっこう細身。東京オリンピックの体操の華、チャスラフスカの従姉妹。その空中回転レシーブは彼女から授かった。全日本と対決時には、ブーメランのように曲がる『振り子スパイク』、レシーブしたボールがひとだまのように落ちる『ひとだまレシーブ』を披露する。こずえの魔球『竜巻落とし』をダイレクトスパイクで落とせることを発見するが、日本に敗れる。原作のロズ・クラチャニーに相当する。
キャシー
声 - 小原乃梨子
アメリカ・ジュニアのキャプテン。アメリカ人的な明るさで、試合は勝ち負けには拘らず、楽しければ良いというスタンスだったがこずえ達のソ連チームとの決勝戦を見た後、その考えは間違っていたと悟る。シェレーニナとの交流やこずえ達をパーティーに招待するなどフレンドリーな性格でもある。1回戦でオールジャパンと対戦時彼女をはじめメンバー全員が試合開始前から余裕とも見える笑顔を見せ、みどりのサーブが連続して決まったことでこずえ達は第1セットを難なく取る一方で、メンバー全員が表情を崩さず猪野熊が「ハドソンの流れのように悠々たるものだ」と称賛するほど冷静に試合を進める。こずえ達はストレート勝ち出来ると思い飛ばしすぎて体力が消耗している一方、彼女の余裕に満ちた表情は変わらず第2セットを取り前回大会準優勝の貫禄を見せプレッシャーをかける。その後オールジャパンがソ連との決勝を控え殺人スパイク攻略のため密かに練習場所を探していた猪野熊と遭遇して、彼女の父親が所有している練習場所の体育館を提供し崔と共にアメリカ･ジュニアメンバー全員を率いて殺人スパイク攻略に協力する。
バージニア
声 - 松島みのり
アメリカ・ジュニアのメンバー。黒人選手。スポーツはお金のためにあり、勝ち負けは全く関係ないと語りこずえと対立するが、その後やはりそれは間違っていると悟る。

### こずえの協力者
湯島二郎
声 - 森功至
大学生。入院時こずえが間違って病室に入ってしまったことから出会った。こずえが二郎の今は亡き妹に似ているため、親しくなる。こずえはそれ以上の感情を持っていたが二郎にはフィアンセが存在している。アニメではこずえが破傷風になり治療後完治しないまま川を渡り落ちそうになったところを助け交流が始まるが、山本と白河がいる青葉学園のコーチを任されている。富士見と青葉学園とのインターハイ決勝に全日本女子代表の最後の1人を選抜するためバレーボール協会の山田会長とかつて中学オールジャパン監督を務め日本へ帰国後全日本監督を務める猪野熊と共にやって来る。こずえが全日本に選抜される前後共にこずえが悩み苦しんでいる際はこずえの相談相手となり不安を和らげ、時にはこずえを不安から立ち上がらせる。こずえと同様に全日本男子代表の1人に選ばれクイック攻撃を得意武器とする。決勝戦での対ソ連戦では完全にマークされかつ3人の鉄壁ブロックにクイック攻撃はほとんど通用せず、第1･第2セットを取られあとが無くなった第3セットでは最終手段としてクイック攻撃にひねり回転を加えたスパイクを放ちこずえに「第二の魔球」のヒントを与える。
こずえの母
声 - 北浜晴子 / 演 - 岡江久美子（ドラマ）
和服姿が特徴の美しげな女性。娘であるこずえに対しては、子宮属炎に罹患した際はかなりショックを受けており、退院後にかなり叱責していた。テレビドラマ版での名前は「亮子」。
一ノ瀬努
声 - 森功至 / 演 - 松尾敏伸（ドラマ）
こずえの遠縁（こずえの叔父と努の叔母が夫婦）であり、良き理解者。中学、高校共に新聞部へ入部しこずえの長所、短所をノートにまとめていた。これは努の死後、形見として活用された。真面目で正義感の強い性格であり、こずえには優しく、時には厳しく接している。鉄道自殺しようとした生徒をかばって電車にはねられて命を落とした。アニメ版では高校には進学せず、家業の八百屋を継ぎ産地直売方式を成功させた。原作では中学時代にみどりが努に書いたラブレターをこずえから渡されて読んだものの、その内容を真に受け最後に「早川みどり」と明記してあることを確認せずラブレターを破いてしまい、こずえが書いたものだと勘違いしてしまう慌て者の一面もある。家業を手伝うために中学3年生でオートバイを運転し、16歳のときには自家用車を運転している。しかし、仕入れ先の農家から帰る山道で車ごと崖から転落し、こずえとの富士登山の約束を果たせぬまま死亡した。テレビドラマ版では、こずえの応援のために三田村と試合会場に向かう際に誤って車道に飛び出した子供を庇い事故死した。
三田村
声 - 井上真樹夫 / 演 - 森本亮治（ドラマ）
富士見学園、富士見高校サッカー部のキャプテン。「バッキャロー」が口癖でみどりと仲がよく、こずえとは富士見学園の図書室でこずえが三田村の頭に本を落としてしまった際に出会い、同じ運動部として共に意気投合する。こずえ達が春季全国大会優勝後バレー部専用の新体育館建設をめぐる際などで何度か文系の努を殴るが後に和解し親友となる。美沢学院とのインターハイ県大会準決勝日に努が働きに出たことを聞き、試合を放棄してまで努のもとに向かおうとするこずえの頬を叩き「君は一ノ瀬の気持ちを踏みにじってでもバレーを捨てるというのか」とこずえに厳しく接する一面もあるが、バレー部の試合には積極的に応援に駆け付けるなど富士見学園の時からこずえ・みどり・中沢の良き理解者の1人である。青葉学園山本の大ボールスパイク攻略に大いに貢献する。原作では富士見高校入学後にこずえ・みどりの刺激を受け男子バレー部に入部する。テレビドラマ版での名前は「裕次」。
こずえの父
声 - 小林修 / 演 - 清水章吾（ドラマ）
職業は会社役員。緑系のダブルスーツがトレードマーク。テレビドラマ版での名前は「良夫」。原作では大沼みゆきの父が社長である自動車会社の部長を務めていることが描かれている。
努の父
声 - 肝付兼太 / 演 - 竜雷太（ドラマ）
職業はアニメでは八百屋、テレビドラマではラーメン屋で名前は「新平」。
マヤ
声 - 小原乃梨子
アニメオリジナルのキャラクター。元バレー選手。元一流スポーツ選手のカミナリ族チーム「マイティシックス」のリーダーで、チームの中ではバイクの操縦が一番うまく「皮ジャンパーのマヤ」のあだ名を持つ。強いものを見ると勝負をせずにはいられない性格であり、インターハイに優勝し奈良に慰安旅行に来た富士見バレー部（特にこずえ）に対し執拗に勝負を挑んできた。この勝負に負けた後、こずえを「キャプテン」と呼ぶ。こずえが自分との勝負の際にコートの四隅に置いていたバイクに激突した時の傷が元で破傷風になった時には、こずえ達が避難している診療所の前を偶然通りかかる。事情を知ると「マイティシックス」のメンバーと嵐の中を血清を届けるために診療所のある奈良の山中と大阪間をバイクで6時間かけて往復した。間一髪間に合い血清を届けると、何も言わず去って行った。
大原まり
声 - 森ひろ子
富士見女子大バレー部キャプテン。こずえの良き理解者の1人。浜紀中四天王に4人制バレーで敗れたこずえとみどりを合宿に参加させて2人に木の葉落としを会得するきっかけを与える。こずえと腕相撲をした際左腕も強いことを知ると両腕アタッカーになれると見抜き、木の葉落としを会得させると同時にこずえを両腕アタッカーに育て上げる。試合中ミスが目立っていた工藤がこずえの猛特訓中に倒れたことで同様の苦しみを身を持って思い知るためにやって来たこずえを千本サーブで扱く。気絶したこずえが精神困憊に陥っていることを本郷から聞き、こずえを看病しながら彼女自身もキャプテンになりたての頃は猛特訓に明け暮れ、中学からの幼馴染である香川がある日突然練習を拒否し始めレシーブの特訓でも受けずにその場に立ちすくむ理由が分からず、この時香川が緑内障を患い既に視力をほとんど失っていたことに気付かなかった過去を話し心の通じ合う大切さをこずえに教える。
トコ
声 - 恵比寿まさ子
アニメオリジナルキャラクターで団地に住む女の子。本名は不明で「トコちゃん」と呼ばれている。努と仲が良く野菜販売の売り込みを手伝う。努が近所の同業者から暴力を受けた際、車の陰から「お巡りさんが来るよ！」と叫んで努を救済する。インターハイ県大会決勝戦の天竜高校との試合中にコートへ駆け込み、こずえに努の危篤を知らせた。その後、努の死によって絶望に陥りバレーを辞めようとしていたこずえを再起させた。
鮎原瞳
演 - 勝田里奈（舞台）
後述する舞台オリジナルキャラクターでこずえの姉。体が弱く、心臓病で夭折してしまう。

## アニメ版 (1969年)

### 解説
フジテレビ系列の日曜日19時-19時30分枠における『モーレツ欲張りゲーム』の後を継いで、1969年12月7日から1971年11月28日にかけて全104話が放送されたテレビシリーズ。
よみうりテレビの土曜日19時-19時30分枠における『巨人の星』で、視聴率的にも成功を収めていた広告代理店の旭通信社&提供スポンサーの大塚グループ&企画の東京ムービー（下請制作はAプロダクション）が、今回は『週刊マーガレット』に連載中であった原作漫画を題材にすることで、フジテレビの日曜日19時-19時30分枠を新たに獲得した。『巨人の星』と同様に成功を収めたアニメ番組でもあった。
フジテレビの同枠は、アニメ番組の『マッハGoGoGo』が1967年6月末に枠移動（日曜19時台前半枠→日曜18時台後半枠）後、『爆笑ヒットパレード』（週レギュラー版、56分番組）→『リッカー スクラム歌合戦』→『爆笑ダイヤモンドショー（第2期）』→『東京ぼん太ショー』(56分番組。ただし1969年2月2日から2か月間は前半枠)→『紅白スタージェスチャー』→『モーレツ欲張りゲーム』といったバラエティ番組が続いていた。しかし本作からは、旭通信社→アサツー ディ・ケイ時代の変化に応じて提供スポンサーや制作会社を替えながらも2006年に日曜朝に移動した『ONE PIECE』まで、同枠を長らく担当することになった。
裏番組に視聴率の高かった『柔道一直線』（TBS系）と『アップダウンクイズ』（当時NET系）と言う2つの強敵番組があったにもかかわらず、それまでテレビを見ていなかった小学生 - 高校生の女子が本作品を見るようになったこともあり、視聴率は平均視聴率19.9%、最高27.1%（1971年1月10日放送）を記録した（ビデオリサーチ調べ、関東地区）。主題歌レコードは70万枚を売り、主題歌の中の1フレーズが流行した。
日本での放送終了後、日本国外でも放映され、イタリアでは後にトップ選手として活躍するフランチェスカ・ピッチニーニがバレーボールを始めるきっかけになった。フジテレビにおいても、バレーボール中継に力を入れるきっかけとなり、放送期間中にはフジサンケイグループで春の高校バレーをスタートさせ、1977年からはバレーボールワールドカップの中継のみならず、運営そのものに関わっている。

### キャスト
主要人物は#登場人物を参照。

### スタッフ
- 原作 - 浦野千賀子
- 撮影監督 - 清水達正
- 美術監督 - 池田準（第81話まで）→福田尚朗（第82話以降）
- 作画 - 竹内留吉、小泉謙三、我妻宏、白土武、窪田正史、箕輪紀行、朝倉隆、星野赫子、吉原彰夫、増沢せい子、中村英一、小林治、鈴木英二、坂本三郎、外記康義、伊勢田幸彦、荒木伸吾、中村一夫、塩山紀生、米川功真、村田耕一、有原誠治、羽根章悦、百瀬義行、内山正幸 他
- 背景 - 現代制作集団、椋尾篁
- 録音監督 - 山崎あきら
- 音楽 - 渡辺岳夫
- 効果 - 片岡陽三
- 編集 - 井上和夫（第97話まで）→河合多恵子（第98話以降）
- プロデューサー - 黒川慶二郎（ノンクレジット）
- 制作協力 - Aプロダクション（作画）、東京アニメーションフィルム（撮影）、映音（録音）、東京現像所（現像）、旭通信社（広告代理店、ノンクレジット）
- 制作 - フジテレビ、東京ムービー

### 主題歌
オープニングテーマ「アタックNo.1」
作詞 - 東京ムービー企画部（山崎敬之） / 作曲 - 渡辺岳夫 / 歌 - 大杉久美子（初期のみ小鳩くるみ）
大杉久美子は作曲家の指導が厳しく中セリフは本心から出ていますと言っている。
エンディングテーマ「バン・ボ・ボン」
作詞 - 東京ムービー企画部 / 作曲 - 渡辺岳夫 / 歌 - 伊集加代子
レコードは東芝・キング・コロムビア・ビクター・朝日ソノラマ・エルムレコード・勁文社の各社から発売された。ビクター盤以外は大杉久美子（コロムビア所属）の歌唱によるもので各社とも同一音源が使用されたのに対し、ビクター盤では自社所属歌手でもあった小鳩くるみの歌唱によるものが使用された。この小鳩くるみの歌唱によるオープニングテーマは、初回放映では第1話 - 5話まで使用。再放送ではすべて大杉久美子の歌唱によるものに差し替えられたこともある。エンディングテーマはすべて伊集加代子の歌唱で、各社とも同一音源が使用された。オープニングフィルムは第21話から冒頭に鮎原こずえのスパイクシーンが追加され、タイトルロゴが赤地から白地に変更されている。その一方で、オープニングとエンディングの「富士見学園中学のバレーボールのユニフォーム」と、エンディングの「富士見学園中学の制服」は、一貫して変わらなかった。第2話からエンディングの静止画像の順が変わる。

### 各話リスト
| 話数 | 放送日         | サブタイトル             | 脚本       | 演出              | 作画監督                 |
| ---- | -------------- | ------------------------ | ---------- | ----------------- | ------------------------ |
| 1    | 1969年 12月7日 | 富士見学園の新星         | 辻真先     | 黒川文男          | 竹内留吉 吉田茂承        |
| 2    | 12月14日       | 明日に賭ける             | 小沢洋     | 岡部英二 吉田茂承 | 竹内留吉 若林哲弘        |
| 3    | 12月21日       | 新キャプテン誕生         | 出﨑哲     | 黒川文男 吉田茂承 | 竹内留吉 若林哲弘        |
| 4    | 12月28日       | 切り裂かれたボール       | 田村多津夫 | 岡部英二 吉田茂承 | 村田耕一                 |
| 5    | 1970年 1月4日  | 鬼コーチへの挑戦         | 辻真先     | 黒川文男 吉田茂承 | 飯野皓                   |
| 6    | 1月11日        | 進め！アタック・コンビ   | 出崎哲     | 岡部英二 吉田茂承 | 竹内留吉 若林哲弘        |
| 7    | 1月18日        | 四天王との出会い         | 田村多津夫 | 黒川文男 吉田茂承 | 若林哲弘                 |
| 8    | 1月25日        | 秘球・木の葉おとし       | 小沢洋     | 岡部英二 吉田茂承 | 竹内留吉 若林哲弘        |
| 9    | 2月1日         | 破られた退部届           | 辻真先     | 黒川文男 吉田茂承 | 竹内留吉 若林哲弘        |
| 10   | 2月8日         | 忍び寄る陰謀             | 小沢洋     | 岡部英二 吉田茂承 | 竹内留吉 若林哲弘        |
| 11   | 2月15日        | 涙に映える夕陽           | 田村多津夫 | 黒川文男 吉田茂承 | 竹内留吉 若林哲弘        |
| 12   | 2月22日        | 不気味な強敵             | 小沢洋     | 岡部英二 吉田茂承 | 竹内留吉 若林哲弘        |
| 13   | 3月1日         | 作戦なき作戦             | 出崎哲     | 黒川文男          | 竹内留吉 若林哲弘        |
| 14   | 3月8日         | 捨て身の一球             | 田村多津夫 | 岡部英二          | 竹内留吉 若林哲弘        |
| 15   | 3月15日        | 勝利のあとに             | 田村多津夫 | 黒川文男          | 竹内留吉 若林哲弘        |
| 16   | 3月22日        | おごれる英雄             | 辻真先     | 岡部英二          | 竹内留吉 若林哲弘        |
| 17   | 3月29日        | 勝利と敗北の間           | 山崎晴哉   | 黒川文男          | 竹内留吉 若林哲弘        |
| 18   | 4月5日         | シェレーニナに誓う       | 出崎哲     | 岡部英二          | 竹内留吉 若林哲弘        |
| 19   | 4月12日        | よみがえったライバル     | 田村多津夫 | 黒川文男          | 竹内留吉 若林哲弘        |
| 20   | 4月19日        | 許されざる特訓           | 山田健     | 岡部英二          | 竹内留吉 若林哲弘        |
| 21   | 4月26日        | キャプテンの座           | 辻真先     | 黒川文男          | 竹内留吉 若林哲弘        |
| 22   | 5月3日         | 絶望の中のファイト       | 伊東恒久   | 岡部英二          | 竹内留吉 若林哲弘        |
| 23   | 5月10日        | 秘められたもの           | 伊東恒久   | 黒川文男          | 竹内留吉 若林哲弘        |
| 24   | 5月17日        | 嵐を呼ぶ空中回転         | 山崎晴哉   | 岡部英二          | 竹内留吉 若林哲弘        |
| 25   | 5月24日        | 勝利者は誰               | 田村多津夫 | 黒川文男          | 竹内留吉                 |
| 26   | 5月31日        | 気になる忠告             | 田村多津夫 | 岡部英二          | 竹内留吉                 |
| 27   | 6月7日         | 11人のライバル           | 山崎晴哉   | 黒川文男          | 竹内留吉                 |
| 28   | 6月14日        | 光と影の執念             | 伊東恒久   | 岡部英二 竹内啓雄 | 竹内留吉                 |
| 29   | 6月21日        | 情無用の特訓             | 七条門     | 黒川文男          | 竹内留吉                 |
| 30   | 6月28日        | バレーの鬼               | 辻真先     | 岡部英二 竹内啓雄 | 竹内留吉                 |
| 31   | 7月5日         | 右腕の秘密               | 山崎晴哉   | 黒川文男          | 竹内留吉                 |
| 32   | 7月12日        | 愛と憎しみのコート       | 伊東恒久   | 岡部英二 竹内啓雄 | 竹内留吉 小林治 中村英一 |
| 33   | 7月19日        | 書かれざる特ダネ         | 田村多津夫 | 黒川文男 向坪利次 | 竹内留吉 小林治 中村英一 |
| 34   | 7月26日        | 待ち望まれた微笑         | 田村多津夫 | 岡部英二 竹内啓雄 | 竹内留吉 小林治 中村英一 |
| 35   | 8月2日         | 世界へはばたけ           | 七条門     | 黒川文男 向坪利次 | 竹内留吉 小林治 中村英一 |
| 36   | 8月9日         | 黒いつむじ風             | 辻真先     | 岡部英二 竹内啓雄 | 竹内留吉 小林治 中村英一 |
| 37   | 8月16日        | まぼろしの二段レシーブ   | 伊東恒久   | 黒川文男 向坪利次 | 竹内留吉 小林治 中村英一 |
| 38   | 8月23日        | 友情の（秘）作戦         | 山崎晴哉   | 岡部英二 竹内啓雄 | 竹内留吉 小林治 中村英一 |
| 39   | 8月30日        | 決勝！世界選手権         | 田村多津夫 | 黒川文男 向坪利次 | 竹内留吉 小林治 中村英一 |
| 40   | 9月6日         | 栄光へのラリー           | 田村多津夫 | 岡部英二 竹内啓雄 | 竹内留吉 小林治 中村英一 |
| 41   | 9月13日        | 燃えあがるスカウト合戦   | 山崎晴哉   | 黒川文男 向坪利次 | 竹内留吉 小林治 中村英一 |
| 42   | 9月20日        | こずえの道．努の道       | 辻真先     | 岡部英二 竹内啓雄 | 竹内留吉 小林治 中村英一 |
| 43   | 9月27日        | 女王への挑戦             | 伊東恒久   | 黒川文男 向坪利次 | 竹内留吉 小林治 中村英一 |
| 44   | 10月4日        | 強敵・スパイク・マシン   | 七条門     | 岡部英二 竹内啓雄 | 竹内留吉 小林治 中村英一 |
| 45   | 10月11日       | マシンガン・アタック     | 田村多津夫 | 黒川文男 向坪利次 | 竹内留吉 小林治 中村英一 |
| 46   | 10月18日       | 恐怖への招待状           | 山崎晴哉   | 岡部英二 竹内啓雄 | 竹内留吉 小林治 中村英一 |
| 47   | 10月25日       | 寺堂院の三姉妹           | 伊東恒久   | 黒川文男 上山憲二 | 竹内留吉 小林治 中村英一 |
| 48   | 11月1日        | 青春にダッシュ           | 辻真先     | 岡部英二 竹内啓雄 | 竹内留吉 小林治 中村英一 |
| 49   | 11月8日        | ダブル・アタックの秘密   | 七条門     | 黒川文男 上山憲二 | 竹内留吉 小林治 中村英一 |
| 50   | 11月15日       | 愛情の平手打ち           | 伊東恒久   | 岡部英二 竹内啓雄 | 竹内留吉 小林治 中村英一 |
| 51   | 11月22日       | 富士に誓う               | 田村多津夫 | 黒川文男 上山憲二 | 竹内留吉 小林治 中村英一 |
| 52   | 11月29日       | 非情の試合再開           | 山崎晴哉   | 岡部英二 竹内啓雄 | 竹内留吉 小林治 中村英一 |
| 53   | 12月6日        | 努の死                   | 伊東恒久   | 黒川文男 上山憲二 | 竹内留吉 小林治 中村英一 |
| 54   | 12月13日       | よみがえらぬ奇蹟         | 辻真先     | 岡部英二 竹内啓雄 | 竹内留吉 小林治 中村英一 |
| 55   | 12月20日       | 燃えろ！インターハイ     | 七条門     | 黒川文男 上山憲二 | 竹内留吉 小林治 中村英一 |
| 56   | 12月27日       | 生きていた幻             | 田村多津夫 | 岡部英二 竹内啓雄 | 竹内留吉 小林治 中村英一 |
| 57   | 1971年 1月3日  | 裏切りのコート           | 山崎晴哉   | 黒川文男 上山憲二 | 竹内留吉 小林治 中村英一 |
| 58   | 1月10日        | 決定打消えるアタック     | 伊東恒久   | 岡部英二 竹内啓雄 | 竹内留吉 小林治 中村英一 |
| 59   | 1月17日        | 無気味な稲妻攻撃         | 山崎晴哉   | 黒川文男 上山憲二 | 竹内留吉 小林治 中村英一 |
| 60   | 1月24日        | 車椅子の監督             | 田村多津夫 | 岡部英二 竹内啓雄 | 竹内留吉 小林治 中村英一 |
| 61   | 1月31日        | 決勝・インターハイ       | 田村多津夫 | 黒川文男 上山憲二 | 竹内留吉 小林治 中村英一 |
| 62   | 2月7日         | 親善試合・その前夜       | 七条門     | 岡部英二 竹内啓雄 | 竹内留吉 小林治 中村英一 |
| 63   | 2月14日        | 誤解のメンバーチェンジ   | 辻真先     | 黒川文男 上山憲二 | 竹内留吉 小林治 中村英一 |
| 64   | 2月21日        | 燃えるライバル           | 伊東恒久   | 岡部英二 竹内啓雄 | 竹内留吉 小林治 中村英一 |
| 65   | 2月28日        | 敵意を燃やす者           | 山崎晴哉   | 黒川文男 上山憲二 | 竹内留吉 小林治 中村英一 |
| 66   | 3月7日         | 真木村京子の正体         | 七条門     | 岡部英二 竹内啓雄 | 竹内留吉 小林治 中村英一 |
| 67   | 3月14日        | 鬼キャプテンこずえ       | 伊東恒久   | 黒川文男 上山憲二 | 竹内留吉 小林治 中村英一 |
| 68   | 3月21日        | 新トリオ誕生             | 辻真先     | 岡部英二 竹内啓雄 | 竹内留吉 小林治 中村英一 |
| 69   | 3月28日        | 迫りくる黒い影           | 辻真先     | 岡部英二 竹内啓雄 | 竹内留吉 小林治 中村英一 |
| 70   | 4月4日         | こずえ出場停止           | 山崎晴哉   | 岡部英二 竹内啓雄 | 竹内留吉 小林治 中村英一 |
| 71   | 4月11日        | 身がわりセッター         | 山崎晴哉   | 岡部英二 上山憲二 | 竹内留吉 小林治 中村英一 |
| 72   | 4月18日        | 沖縄から来たアタッカー   | 辻真先     | 岡部英二 竹内啓雄 | 竹内留吉 小林治 中村英一 |
| 73   | 4月25日        | 不敵な幽霊作戦           | 七条門     | 岡部英二 上山憲二 | 竹内留吉 小林治 中村英一 |
| 74   | 5月2日         | 謎のゼッケン四番         | 七条門     | 岡部英二 竹内啓雄 | 竹内留吉 小林治 中村英一 |
| 75   | 5月9日         | うずまく人間煙幕         | 田村多津夫 | 岡部英二 上山憲二 | 竹内留吉 小林治 中村英一 |
| 76   | 5月16日        | 担架へ送る手拍子         | 田村多津夫 | 岡部英二 竹内啓雄 | 竹内留吉 小林治 中村英一 |
| 77   | 5月23日        | 機械バレーとの対決       | 伊東恒久   | 岡部英二 上山憲二 | 竹内留吉 小林治 中村英一 |
| 78   | 5月30日        | すばらしい勝利           | 伊東恒久   | 岡部英二 竹内啓雄 | 竹内留吉 小林治 中村英一 |
| 79   | 6月6日         | 皮ジャンパーのマヤ       | 辻真先     | 岡部英二 上山憲二 | 竹内留吉 小林治 中村英一 |
| 80   | 6月13日        | 苦い決意                 | 七条門     | 岡部英二 竹内啓雄 | 竹内留吉 小林治 中村英一 |
| 81   | 6月20日        | ワンセット1本勝負        | 田村多津夫 | 岡部英二 上山憲二 | 竹内留吉 小林治 中村英一 |
| 82   | 6月27日        | とばせマイティシックス   | 山崎晴哉   | 岡部英二 竹内啓雄 | 竹内留吉 小林治 中村英一 |
| 83   | 7月4日         | 口笛のあいつ             | 伊東恒久   | 岡部英二 竹内啓雄 | 竹内留吉 小林治 中村英一 |
| 84   | 7月11日        | その人はライバル         | 田村多津夫 | 岡部英二 竹内啓雄 | 竹内留吉 小林治 中村英一 |
| 85   | 7月18日        | 魔の大ボールスパイク     | 辻真先     | 岡部英二 竹内啓雄 | 竹内留吉 小林治 中村英一 |
| 86   | 7月25日        | ひねり回転レシーブ       | 山崎晴哉   | 岡部英二 竹内啓雄 | 竹内留吉 小林治 中村英一 |
| 87   | 8月1日         | 幻のスパイク             | 伊東恒久   | 岡部英二 竹内啓雄 | 竹内留吉 小林治 中村英一 |
| 88   | 8月8日         | 試練のインターハイ       | 七条門     | 岡部英二 竹内啓雄 | 竹内留吉 小林治 中村英一 |
| 89   | 8月15日        | 逃げる風船アタック       | 田村多津夫 | 岡部英二 竹内啓雄 | 竹内留吉 小林治 中村英一 |
| 90   | 8月22日        | 決勝！13対7              | 辻真先     | 岡部英二 竹内啓雄 | 竹内留吉 小林治 中村英一 |
| 91   | 8月29日        | 勝ちとった全日本         | 七条門     | 岡部英二 竹内啓雄 | 竹内留吉 小林治 中村英一 |
| 92   | 9月5日         | 燃える北海道合宿         | 山崎晴哉   | 岡部英二 竹内啓雄 | 竹内留吉 小林治 中村英一 |
| 93   | 9月12日        | 涙のゼッケン12番         | 伊東恒久   | 岡部英二 竹内啓雄 | 竹内留吉 小林治 中村英一 |
| 94   | 9月19日        | どうした鮎原！           | 田村多津夫 | 岡部英二 竹内啓雄 | 竹内留吉 小林治 中村英一 |
| 95   | 9月26日        | 竜巻落し誕生             | 七条門     | 岡部英二 竹内啓雄 | 竹内留吉 小林治 中村英一 |
| 96   | 10月3日        | 開幕！世界選手権         | 辻真先     | 岡部英二 竹内啓雄 | 竹内留吉 小林治 中村英一 |
| 97   | 10月10日       | 全日本絶対絶命(表記ママ) | 山崎晴哉   | 岡部英二 竹内啓雄 | 竹内留吉 小林治 中村英一 |
| 98   | 10月17日       | 決勝リーグ・第一戦       | 田村多津夫 | 岡部英二 竹内啓雄 | 竹内留吉 小林治 中村英一 |
| 99   | 10月24日       | 魔女誕生                 | 伊東恒久   | 岡部英二 竹内啓雄 | 竹内留吉 小林治 中村英一 |
| 100  | 10月31日       | 竜巻落しの危機           | 七条門     | 岡部英二 竹内啓雄 | 竹内留吉 小林治 中村英一 |
| 101  | 11月7日        | くずれゆく日本チーム     | 辻真先     | 岡部英二 竹内啓雄 | 竹内留吉 小林治 中村英一 |
| 102  | 11月14日       | 新魔球の手がかり         | 七条門     | 岡部英二 竹内啓雄 | 竹内留吉 小林治 中村英一 |
| 103  | 11月21日       | 宿敵ソ連との対決         | 田村多津夫 | 岡部英二 竹内啓雄 | 竹内留吉 小林治 中村英一 |
| 104  | 11月28日       | 栄光のアタックNo.1       | 田村多津夫 | 岡部英二 竹内啓雄 | 竹内留吉 小林治 中村英一 |

### 放送局
- フジテレビ（制作局）：日曜 19:00 - 19:30
- 札幌テレビ：木曜 18:00 - 18:30[7]
- 青森放送：木曜 19:00 - 19:30（1972年4月より）[8]
- 秋田テレビ：日曜 19:00 - 19:30
- 山形テレビ：日曜 19:00 - 19:30[9]
- 仙台放送：日曜 17:30 - 18:00（1970年9月まで） → 日曜 19:00 - 19:30（1970年10月より）[10][11]
- 福島中央テレビ：日曜 19:00 - 19:30（第9話 - 第95話）[12]
- 福島テレビ：日曜 18:00 - 18:30 （第97話より）[13]　※ 先送り
- 長野放送
- 富山テレビ：日曜 19:00 - 19:30[14]
- 石川テレビ：日曜 19:00 - 19:30[14]
- 福井テレビ
- テレビ静岡
- 東海テレビ
- 関西テレビ
- 島根放送(現：山陰中央テレビ。1970年4月開局から)
- テレビ岡山
- 広島テレビ：土曜 13:30 - 14:00
- 山口放送：土曜 18:00 - 18:30
- 西日本放送：火曜 19:00 - 19:30[15]
- テレビ愛媛
- 高知放送
- テレビ西日本
- サガテレビ
- テレビ熊本：水曜 19:00 - 19:30[16]
- 沖縄テレビ
- 日テレジータス（CS）
- Dlife（BS）第78話で打ち切り

### 映画
- 第1作：『アタックNo.1』（1970年3月21日公開）[1]
- 第2作：『アタックNo.1 涙の回転レシーブ』（1970年8月1日公開）[17]
- 第3作：『アタックNo.1 涙の世界選手権』（1970年12月19日公開）[18]
- 第4作：『アタックNo.1 涙の不死鳥』（1971年3月17日公開）[19]

いずれも東宝チャンピオンまつりで上映された、テレビ放送分の総集編ブロウアップ。音声は新たに取り直されており、特に第4作では、早川が増山江威子、大沼が恵比寿まさ子に変更されている。オープニングテーマはテレビ同様「アタックNo.1」だが、本作ではセリフが無く、コーダ部分はレコード版と同じ。
上記4作品が収録されたDVD BOX「アタックNo.1 THE MOVIE COLLECTION」がTV放映40周年記念としてタキ・コーポレーションから2009年3月にリリースされている。

### ネット配信
2019年4月23日にトムス・エンタテインメントがYouTubeに開設した「TMSアニメ55周年公式チャンネル」より、本作から第1・25・61話が配信されている。
第1話のOPテーマは初回と同じ小鳩くるみ版を使用している。またEDラストの制作クレジットも初回と同じ「制作 フジテレビ 東京ムービー」になっている。

### 当時の社会背景
1970年前後に制作、放送されたため、「電卓」や「ビデオ」といったものは作中に登場しない。計算をするシーンではそろばんが登場する。沖縄が米国統治下であることを題材にした話もある。鑽孔テープを使用するコンピュータが登場した回もある（もちろん「最新技術」というイメージで登場している）。レトルトカレーが広く食されるようになった頃で、富士見学園バレー部合宿の夕食メニューがボンカレーのときがあった（本放送時は大塚1社提供であり、プロダクトプレイスメントの一環である）。「このカレーボンカレーみたいに美味しいなあ。」というセリフがある回もあった。前述のように一ノ瀬努が家業を手伝うために中学3年生でオートバイを運転したり16歳のときには自家用車（軽トラック）を運転しヘルメットやシートベルトも着用せず荷台に人を乗せて走行する描写もある。
| フジテレビ系列 日曜19:00 - 19:30 大塚グループ提供枠 | フジテレビ系列 日曜19:00 - 19:30 大塚グループ提供枠 | フジテレビ系列 日曜19:00 - 19:30 大塚グループ提供枠 |
| 前番組                                              | 番組名                                              | 次番組                                              |
| --------------------------------------------------- | --------------------------------------------------- | --------------------------------------------------- |
| モーレツ欲張りゲーム （1969年7月20日 - 11月30日）   | アタックNo.1 （1969年12月7日 - 1971年11月28日）     | ミラーマン （1971年12月5日 - 1972年11月26日）       |

## テレビドラマ (2005年)

### 解説
2005年4月14日より6月23日まで、テレビ朝日系列毎週木曜日21:00 - 21:54の「木曜ドラマ」枠で放送された。主演は上戸彩。アメリカ合衆国でもテレビジャパンで放送された。

### キャスト
主要人物は#登場人物を参照。

### スタッフ
- 脚本 - 両沢和幸、サタケミキオ、高山直也
- シリーズ構成 - 両沢和幸
- 演出 - 猪原達三、徳市敏之、田村直己
- バレーボール監修 - 大林素子
- 音楽 - 梅堀淳(super soniQ inc.)
- 制作協力 - 国際放映
- 企画 - 佐藤凉一（テレビ朝日）
- プロデューサー - 三輪祐見子（テレビ朝日）
- 制作著作 - テレビ朝日

### 主題歌
オープニングテーマ
- 福田沙紀「アタックNo.1 2005」（作詞：東京ムービー企画部、作曲：渡辺岳夫）

エンディングテーマ
- 上戸彩「夢のチカラ」（作詞：高見沢俊彦、作曲：高見沢俊彦）

### 放送日程
| 各話                                                       | 放送日        | サブタイトル                                            | 脚本                  | 演出     | 視聴率 |
| ---------------------------------------------------------- | ------------- | ------------------------------------------------------- | --------------------- | -------- | ------ |
| 第1話                                                      | 2005年4月14日 | 苦しくったって悲しくったって…負けない地獄の鬼特訓始まる | 両沢和幸 サタケミキオ | 猪原達三 | 15.7%  |
| 第2話                                                      | 2005年4月21日 | 苦しくったって…生き残る!鬼監督の罠                      | サタケミキオ          | 猪原達三 | 12.9%  |
| 第3話                                                      | 2005年4月28日 | 出て行け!コートから追放された娘の涙                     | 高山直也              | 猪原達三 | 13.1%  |
| 第4話                                                      | 2005年5月05日 | 嫉妬につぶされた夢ライバルの裏切り!                     | サタケミキオ          | 徳市敏之 | 12.9%  |
| 第5話                                                      | 2005年5月12日 | 全てを捨てチームのために…涙の退部届                     | サタケミキオ          | 田村直己 | 11.6%  |
| 第6話                                                      | 2005年5月19日 | 負けられない決戦!鬼の特訓が今始まる                     | サタケミキオ          | 猪原達三 | 12.7%  |
| 第7話                                                      | 2005年5月26日 | 運命の激突!必殺技三位一体攻撃に涙…                      | サタケミキオ          | 田村直己 | 12.1%  |
| 第8話                                                      | 2005年6月02日 | 友情を賭けた死闘!衝撃の事故が夢を…                      | サタケミキオ          | 徳市敏之 | 12.7%  |
| 第9話                                                      | 2005年6月09日 | 今日が最後…勝って夢の頂点に立つ!!                       | サタケミキオ          | 猪原達三 | 13.3%  |
| 第10話                                                     | 2005年6月16日 | 最後の私のチャンス背番号1番の涙…                        | サタケミキオ          | 田村直己 | 13.7%  |
| 最終話                                                     | 2005年6月23日 | 最後のアタックを!!この夢をかなえたい                    | サタケミキオ          | 猪原達三 | 13.7%  |
| 平均視聴率 13.1%（視聴率は関東地区・ビデオリサーチ社調べ） |               |                                                         |                       |          |        |

| テレビ朝日系列 木曜ドラマ            | テレビ朝日系列 木曜ドラマ                | テレビ朝日系列 木曜ドラマ                               |
| 前番組                               | 番組名                                   | 次番組                                                  |
| ------------------------------------ | ---------------------------------------- | ------------------------------------------------------- |
| 富豪刑事 （2005年1月13日 - 3月17日） | アタックNo.1 （2005年4月14日 - 6月23日） | 菊次郎とさき（第2シリーズ） （2005年7月21日 - 9月15日） |

## 舞台
演劇女子部『アタックNo.1』（えんげきじょしぶ アタックナンバーワン）とは、浦野千賀子の漫画作品『アタックNo.1』を原作とし、ハロー!プロジェクトのアイドルグループ・アンジュルムが出演した舞台作品である。また、本項では便宜上、これについても記述する。

### 概要
富士見高校に入学し、バレーボール部に入部しようとした鮎原こずえ。中学のバレーボール全国大会で争い、一方的にライバル意識を持っている早川みどり。二人の友情が、衝突や和解、結束を呼んでいく。富士見高校バレー部は、こずえは、日本一になれるのか!

### 日程・会場
- 2018年11月29日(木) - 12月9日(日) 16公演
- 全労済ホール/スペース・ゼロ

### キャスト
- 鮎原こずえ：和田彩花（アンジュルム）
- 早川みどり：上國料萌衣（アンジュルム）
- 大沼みゆき：中西香菜（アンジュルム）
- 真木村京子：佐々木莉佳子（アンジュルム）
- 石原松枝：室田瑞希（アンジュルム）
- 小幡すずめ：笠原桃奈（アンジュルム）
- 八木沢香：竹内朱莉（アンジュルム）
- 八木沢静：川村文乃（アンジュルム）
- 八木沢桂：船木結（アンジュルム / カントリー・ガールズ）
- 鮎原瞳：勝田里奈（アンジュルム）
- 清水晴子：麻尋えりか
- 富士見高校取り巻き / 寺堂院高校バレー部員：小野田暖優（演劇女子部）、江口紗耶・西田汐里（BEYOOOOONDS / CHICA#TETSU）
- 富士見高校バレー部員：一岡伶奈・島倉りか（BEYOOOOONDS / CHICA#TETSU）

補足
2018年11月23日にアンジュルムの7期メンバーとして加入した太田遙香、および伊勢鈴蘭は同舞台には不参加となった。

### スタッフ
- 原作：浦野千賀子
- 脚本：保木本真也
- 演出：星田良子
- 企画：栗原美和子
- アニメーション制作：トムス・エンタテインメント
- プロデューサー：柳川由起子
- 主催・企画・制作：オデッセー

## その他の展開
- 1972年4月放送の、石森（石ノ森）章太郎原作・東映動画（現：東映アニメーション）制作アニメ『さるとびエッちゃん』第1話で、エッちゃんが相手をするバレーボール部員が、こずえやみどりにそっくりだった。
- 1982年　立原あゆみの漫画『すーぱーアスパラガス』に登場するバレー部員が、こずえやみどりを彷彿させる容姿だった。
- 1993年8月（関東）・9月（関西）では、栗山米菓の商品「ばかうけ」（煎餅）のテレビコマーシャルに登場したことがある。内容は「年をとったこずえとみどりが、スーパーで同じ「ばかうけ」を手に取ろうとしてお互いに気づき、「ばかうけ」を放り投げてサーブしようとしたが、実はレジ打ちが本郷コーチだった…」というもの。声優は3人ともオリジナルだった。
- タイ王国で製作された「オカマのバレーボールチームの映画」の邦題はこの作品にちなんで「アタック・ナンバーハーフ」と命名された。なお使用にあたっては浦野の承諾を得ている。
- 2005年よりフジテレビにおいて「本当にあったアタックNO.1 〜実録!高校バレー密着365日〜」と題された不定期の特別番組が放送されている。
- 京楽産業.から2007年2月にパチンコ機『CRぱちんこアタックNo.1』として登場。アニメをほぼ忠実に再現しつつ、パチンコ用に再構築されている。声優はこずえや対決する高校のキャプテンのみ当時と同じで他は独自のキャストを起用している。富士見高校のメンバー全員は富士見学園（中学）のユニフォームを着ている。確変図柄で当たると主題歌である「アタックNo.1の歌」が流れるのだが、アレンジされており歌ではなくメロディが流れる。単発図柄で当たるとエンディングテーマ「バンボ・ボ・ボン」が流れる。こちらは歌付きである。
- 2009年にはNTTコミュニケーションズが運営するインターネットプロバイダー「OCN」のTVコマーシャルに起用。アニメと実写の合成でこずえ役を相武紗季が演じている。
- TV放送40周年を迎えた2009年には、シンボルマークが作られた。これは、上に「40th」、下に「Anniversary」となっており、「40」の周りに「Attack No.1」と書かれたリボンが付き、「40」の「0」の中にはこずえのシルエットが描かれていた。
- 2013年には三洋物産よりパチスロ『アタックNo.1 開幕!世界選手権』が、同年、同社（「サンスリー」ブランド）よりパチンコ『CRアタックNo.1 feat.はるな愛&照英』を発売。共に完全新作となるアニメーション演出を使用。
- 2014年には埼玉県の「埼玉版ウーマノミクスプロジェクト 女性がいきいきと輝くために アタックNo.1 〜仕事も趣味も私らしく〜」のイメージキャラクターとしてこずえが起用されており、東武鉄道や西武鉄道でもラッピングトレインが運行されていた。
- 2018年6月より、花王の合成液体洗剤「アタックNeo抗菌EX Wパワー」のCMに本作の一場面が使用されている。また、こずえ役は遠藤綾、みどり役には御沓優子が担当している。
- 2024年3月より、森永乳業「毎朝爽快」のテレビCMシリーズ及び広告に使用されている。鮎原こずえ役：遠藤綾、早川みどり役：御沓優子、本郷コーチ役：喜山茂雄[21][22]。